# Estación Huinca
Huinca es una estación de la Línea 2 del Biotrén, en el subramal Concepción-Curanilahue, región del Bío-Bío, Chile. Se ubica en la comuna de Coronel, en el sector Lagunillas 3, frente a la calle Los Molles. Fue inaugurada el 15 de febrero de 2016. 

## Tiempos de recorrido
En la actualidad, los tiempos de recorrido desde esta estación a:
- Estación Intermodal Concepción: 34 Minutos
- Estación Intermodal El Arenal: 64 Minutos (incluyendo combinación L2|L1)
- Estación Intermodal Chiguayante: 51 Minutos (incluyendo combinación L2|L1)
- Estación Intermodal Coronel: 8 Minutos
- Estación Terminal Hualqui: 70 Minutos (incluyendo combinación L2|L1)
- Estación Terminal Mercado: 68 Minutos (incluyendo combinación L2|L1)
- Estación Lomas Coloradas: 14 Minutos